# Slapy (Nyugat-prágai járás)
Slapy település Csehországban, Nyugat-prágai járásban. Slapy Bojanovice, Rabyně, Buš, Bratřínov, Štěchovice és Nové Dvory településekkel határos. Lakosainak száma 968 fő (2024. január 1.).

## Népesség
A település lakosságának változását az alábbi diagram mutatja:
| Lakosok száma | 777  | 911  | 833  | 1030 | 691  | 627  | 836  | 851  | 854  | 968  |
|               | 1869 | 1890 | 1921 | 1950 | 1980 | 2001 | 2017 | 2019 | 2022 | 2024 |